# Ken Johnston
Kenneth Donald Alexander Johnston, detto Ken (... – Edimburgo, 30 settembre 2024), è stato un cestista e allenatore di pallacanestro scozzese.

## Carriera

### Giocatore
Con la Scozia disputò i Campionati europei del 1957.

### Allenatore
Da allenatore ha guidato sia la Scozia che la Gran Bretagna.